# Историја Египта
Историја Египта сматра се најдужом континуираном историјом једне уједињене државе у свету. Египћани се обично представљају као прва људска цивилизација, иако су неки месопотамијски градови у Сумеру настали пре египатских градова. Старо египатско царство, настало око 3100. п. н. е., прва је држава света. Држава је настала услед потребе за ауторитетом који би управљао системом за наводњавање. Царство је готово пет стотина година обједињавало територију од Медитерана до првих катаракти Нила. Уследио је период опадања познат под називом "први међупериод" обележен борбама два града, претендента за поновно уједињење: Тебе и Хераклеополиса. Као победник из овог сукоба излази Теба која формира Средње египатско царство. Царство је постојало до око 1700. године п. н. е. када је уништено под налетом Хикса. Врхунац је египатска држава достигла у време Новог царства. Држава се простирала од Нубије на југу до Сирије на северу. Царство је водило ратове са Хетитима и Митанима. Ново царство је у свом врхунцу представљало светску силу тадашњег света. Моћ Новог царства опала је великом брзином. Средином 11. века п. н. е. престало је да постоји. Период који је уследио, назван Трећи међупериод, карактерише паралелно постојање више владарских династија. Египат је у једном периоду био под влашћу Нубијаца. Године 664. п. н. е. Египат потпада под власт Новоасирског краљевства. Убрзо се Псаметих I побунио и основао Саиску династију која је државом владала до пада под персијску власт. Египат је освојио ахеменидски цар Камбиз II 525. године п. н. е. Ахеменидски период старог Египта обележен је бројним сукобима између Персијанаца и Египћана у којима је Египат у више наврата формирао самосталну државу. Александрови походи довели су до уништења Ахеменидског царства. Египат је постао једна од сатрапија великог Александровог царства. Након Александрове смрти, његови генерали, дијадоси, воде борбе за наслеђе огромног царства. Један од дијадоха, Птолемеј I Сотер, прогласио се 305. године п. н. е. наследником египатских фараона. Под Птолемејском династијом, Египат је економски и привредно напредовао. Птолемејиди, међутим, никада нису прихваћени као домаћи владари. Птолемејско краљевство је, током читавог постојања, водило рат са Селеукидима око Сирије. Падом Египта под Римско царство (30. година п. н. е.) означило је крај ере хеленизма.
У 9. веку Египат се распао на више, de facto независних држава којима су управљали турски гувернери. Године 909. основана је династија Фатимида која је поново ујединила Египат. Фатимидски калифат постала је прва шиитска држава. Опадање моћи Фатимидског калифата долази у време крсташких ратова. Средином друге половине 15. века, Мамелуци улазе у сукоб са Османским царством. Ратови су завршени поразом Мамелука и падом Египта под Турке. Јануара 1517. године, Египат је постао део Османског царства. Формиран је Египатски ејалет. Мамелучки емири углавном су задржали своје позиције постајући турски вазали. Током 17. и 18. века слаби утицај Османлија у Египту.
Године 1881. Британци успостављају протекторат у Египту. Током Првог светског рата Египат је учествовао на страни Антанте. Британци су и формално укинули османску власт над Египтом. Године 1919. у Египту долази до масовних немира у циљу проглашења независности од Британије. Три године касније проглашена је независна Краљевина Египат на челу са Фуадом I. Током Другог светског рата, Египат поново постаје британски протекторат. Велика економска криза, зависност од Енглеске и пораз у рату са Израелом довео је до стварања бројних револуционарних организација непосредно по завршетку Другог светског рата. Чланови организације „Друштво Слободних официра“ извршило је револуцију и збацило краља Фарука са власти. Египат је проглашен републиком на челу са Мухамедом Нагибом. Нагиб је следеће године свргнут, а његово место заузео је Гамал Насер. Насерова владавина (1953—1970) представља период превласти Египта у арапском свету. Насерова слава нагло је порасла након Суецке кризе тј. неуспешног напада Француске, Израела и Британије на Египат. Године 1958. Египат се са Сиријом уједињује у Уједињену Арапску Републику. Држава је постојала три године, али су Египћани задржали њен назив до 1971. године. Последње године Насерове владавине обележене су катастрофалним поразом од Израела у Шестодневном рату. Египат губи превласт у арапском свету. Насер умире 1970. године. Наследио га је председник Анвар Садат који је извео преокрет унутрашње и спољне политике пристајући уз САД. Мировни преговори са Израелом довео је до атентата на Садата 1981. године. Наследио га је потпредседник Хосни Мубарак. Мубарак је наставио Садатове реформе. На председничком месту се налазио од 1981. до 2011. године. Фебруара 2011. године Мубарак је поднео оставку на место председника после вишенедељних демонстрација. За новог председника изабран је Мухамед Мурси. Ситуација у Египту није се променила те су 2013. године широм Египта подигнути масовни протести. Дана 3. јула Мурси је уклоњен са власти, а важећи устав је укинут.

## Географија Египта
Још је старогрчки историчар Херодот истакао да је Египат "дар Нила". Плодно и Ниловим изливима добро наводњено земљиште чини Египат неком врстом огромне оазе стиснуте између великих пустиња источне и северне Африке. У географском погледу, Египат се дели на два дела: Горњи и Доњи Египат. Горњи Египат чини уска долина Нила, а Доњи плодна Делта. Нил је једна од најдужих река са дужином од 5589 километара. Долина реке Нила пружа се до првог катаракта у дужини од око 700 километара. Ширина појаса варира између 20 и 50 километара. Доњи Египат Грци су звали Делта због сличности са њиховим словом Делта. У североисточном делу Делте отварао се једини пут за Египат који је водио преко Суецке превлаке и Синајског полуострва до Палестине. Захваљујући топљењу снега по абисинским клисурама, Нил се сваке године излива. У јуну месецу Нил почиње да расте, а кулминацију достиже током септембра. Касније се повлачи и оставља плодан муљ кога су Египћани користили за садњу. Главно природно богатство Египта био је камен кога су Египћани користили за израду најстаријег оружја. Метал, нарочито бакар, Египћани су морали да увозе из источне, тзв. Арабеске пустиње. Злато су увозили из Нубије о чему сведоче Диодорови описи.

## Најстарије становништво Египта
Египћани, као и многи други народи старог истока, настали су мешањем низа различитих племена. Ова племена припадају урођеничким племенима Северне и Источне Африке. Најстарија египатска племена била су у присном односу са либијским племенима. Староегипатски језик показује сродности са берберским језицима Северне Африке. Ископавања вршена у Египту показују да су племена која су образовала египатску државу постојала још у палеолиту. Најстарија племена одржавала су контакте са семитским племенима са Синајског полуострва, Палестине и Арабијског полуострва. То објашњава сличност староегипатског са семитским језицима. Са ишчезавањем вегетације у Северној Африци, номадска племена морала су променити начин живота. Окупљали су се у оазама и започињали са земљорадничким начином живота. Главна пољопривредна култура биле су житарице. Египат је касније био главна житница Римског и Византијског царства. Постанак најранијег класног друштва пада у 5. или почетак 4. миленијума п. н. е. Становништво Египта је у то време живело у мањим, независним заједницама којима су управљала племенска већа. У архајско доба развија се пољопривреда и занатска производња. Израђен је примитиван плуг. Од метала су се производили српови, тестере, ножеви и друго. Најстарији метали познати Египћанима јесу олово, бакар, злато, а касније и гвожђе. Процес уједињавања Египта у једну државу објашњава се потребом за организовањем јединственог система вештачког наводњавања.
О дугом постојању Горњег и Доњег Египта као самосталних држава сведоче титуле фараона које су сачуване током читаве потоње египатске историје. Доба уједињавања Египта познато нам је преко малог броја споменика.

## Ранодинастички период
Процес настанка Египта као државе условљава да се прелазак из предисторијског у историјски период не може тачно одредити. Ранодинастички период (3100-2686. п. н. е.) можда је најбоље посматрати као период учвршћивања и транзиције за који је било потребно много времена. Историја ранодинастичког периода може се реконструисати само помоћу листе краљева чији је редослед релативно поуздан након прва четири краља. Од почетка Прве египатске династије, контрола над Египтом од Делте до Првог катаракта признавала се једном краљу. Мемфис је било важно седиште управе. У употреби је било хијероглифско писмо. Користило се за бележење краљевих успеха и свакодневну администрацију.
Према Манетону, први владар, ујединитељ Египта, био је Менес. Он је престоницу пренео из Абидоса у Мемфис. Ранодинастички период обухвата владавину Прве и Друге египатске династије. Владари и важнији државни чиновници сахрањивани су у мастабе. Оне су касније послужиле као модел за пирамиде.

## Старо краљевство
Већина историчара за почетак египатског Старог краљевства узима почетак владавине првог фараона Треће египатске династије. Као завршетак се сматра владавина Пепија из 6. египатске династије. Старо краљевство обухвата период од 2686. до 2181. године п. н. е.. Податке о овом периоду дају нам Палермски камен, Торински канон и Манетонова листа краљева. Фараон Џосер, сламајући отпоре у Делти и Либији, оснива Трећу египатску династију. Овај фараон покорио је и Нубију чиме ипак није престала опасност од нубијских племена. Због тога је подигао одбрамбени зид код Асуана. Џосер је познат и као фараон који је саградио прву пирамиду. У Сакари, недалеко од Мемфиса, Џосер је подигао неуобичајену гробницу високу 60 метара.
Напредак Старог краљевства настављен је у време владара Четврте династије. Снофру, оснивач династије, одржавао је трговачке везе са земљом Пунта. Градња пирамида постала је правило за владаре Четврте династије. Куфу, Снофруов наследник, подигао је највећу пирамиду старог египта. Куфуова (Кеопсова) пирамида била је висока 147 метара, а заједно са Кефреновом и Микереновом пирамидом чине комплекс Пирамида у Гизи, једином сачуваном Светском чуду старог света. Пета египатска династија обележена је опадањем фараонове моћи. Хорус је замењен богом Ра. Током владавине Шесте египатске династије, номарси су се у потпуности осамосталили. Последњи значајнији владар био је фараон Пепи коме Манетон приписује преко 94 година владавине. Његовом смрћу завршава се период Старог краљевства.

## Први прелазни период
Период између 2181. и 2055. године, познат као "Први прелазни период" карактерише борба за титулу новог ујединитеља Египта између Хераклеополиса и Тебе. За седму династију Манетон наводи да ју је чинило 70 Мемфита (високих чиновника Мемфиса) који су владали по један дан (дакле 70 дана 2181. године п. н. е.). По другим изворима, династију је чинило пет краљева са укупном владавином од 75 година. За Осму династију Манетон наводи да ју је чинило 27 краљева са укупном владавином од 146 година. Абидоски попис краљева бележи имена фараона између Шесте и Једанаесте династије, али их не сврстава у династије. Торински канон је оштећен на том месту. Мемфис је изгубио значај, а већи углед добио је град Хераклеополис.
По Манетону је 19 краљева из Девете династије владало Египтом. Исти број владара приписује и Десетој династији. Ахтоиови наследници покорили су Мемфис и прикључили га својој држави. Отпор фараонима Хераклеополиса представљали су владари Тебе. Једанаеста египатска династија постојала је паралелно са Десетом. Десета династија престала је постојати након победе тебанског краља Ментухотепа II над хераклеополиским краљем Мерикаром. У Египту је наступио нови период, у историји познат под називом "Средње краљевство".

## Средње краљевство
Средње египатско краљевство обухвата период од 2055. до око 1700. године п. н. е. тј. период од владавине Једанаесте до владавине Четрнаесте египатске династије. Након уједињења Египта, Аменемхет абдицира у корист свога сина Сенусрета I. Делта је већ била очишћена од Либијаца и Азијата. Дошло је до сједињавања онског бога Ра са тебанским богом Амоном у бога Амон-Ра. Крит је био под јаким египатским утицајем. Моћ локалних владара била је срушена, а успостављена је јака централна власт. Номарси су сада били обични краљеви службеници без сопствене земље. Неке од грађевина Дванаесте династије представљају највеличанственије грађевине Старог Египта. Период који је уследио након пада Дванаесте династије карактеришу немири, расуло и постојање паралелних краљева на Југу и Северу Египта. Центар Тринаесте династије била је Теба. Манетон наводи да владари Тринаесте династије нису одржавали иригационе канале што је слабило њихов положај. Пребацивањем центра управљања државом из Тебе у Мемфис довело је до тога да Теба изгуби свој политички и задржи само верски значај. Већ на почетку владавине Тринаесте, била је успостављена паралелна власт Четрнаесте династије у Ксоису. Четрнаеста династија постојала је до око 1690. године п. н. е. тј. до формирања Петнаесте династије. Хиксима није било тешко да продру у Египат и завладају Делтом. Египат је полако потонуо у Други прелазни период.

## Други прелазни период
Око две стотине година дели Средње и Ново египатско краљевство. Централна власт изгубила је контролу над великим делом Египта. У њима су основане независне јединице. Током дужег времена, Египтом су доминирали страни владари - Хикси. Они чине Петнаесту египатску династију. Владали су 108. година (Торински канон). Током постојања Петнаесте династије, паралелно су постојале и Шеснаеста и Седамнаеста династија са средиштем у Теби. Иако су фараони Осамнаесте египатске династије приписивали Хиксима тиранску владавину, сачувани натписи јасно показују да су Хикси прихватили египатски начин живота, титуле и богове. Многи Египћани служили су као високи званичници на хиксошким дворовима.

## Ново краљевство
Ново египатско краљевство представља период када је Египат био на врхунцу своје моћи и територијалног проширења. Хронологија Новог краљевства одређена је захваљујући два астрономска догађаја: један је везан за владавину Тутмеса III, а други за владавину Рамзеса II. Важни извори јесу Анали Тутмеса III, стела Тутмеса IV, Писма из Амарне и други.
Први владар Осамнаесте династије био је Ахмозе, брат Камозеа Тебанског, који је протерао Хиксе из Египта освојивши њихову престоницу - Аварис. Хикси су гоњени до јужне Палестине где су Египћани успоставили своју власт. То их је довело у сукоб са моћном државом Митани, а касније и са Хетитским краљевством. Ахмосе је организовао поход на Нубију освојивши територију до Другог катаракта. Владавина Аменофиса I слабо је документована. Тутмес I преместио је седиште краљевства из Тебе у Мемфис. Амоново светилиште претворено је у државни храм (Карнак). Његов наследник, Тутмес II, није дуго владао. Наследила га је удовица Хатшепсут која се сматра првом владарком у историји. Користила се фараонском титулом и носила је мушку одећу. Водила је успешне походе на Нубију и Палестину, а позната је и по организовању трговачке експедиције у земљу Пунт (данашња Сомалија). Током владавине Тутмеса III Египат је доживео врхунац територијалног проширења. Познати су Тутмесових 17 похода на Левант који су описани на његовим Аналима у храму у Карнаку. У њима је запосео територије на Леванту, Канаан и западне територије државе Митани. Египат је проширен до Еуфрата. Тутмесов наследник, Аменофис II, такође је ратовао у северној Сирији. Кадеш је признавао египатски суверенитет. Крваво је угушио побуну у Палестини. Аменофисов наследник, Тутмес IV, склопио је мир са државом Митани.
Период Амарне један је од најславнијих у египатској историји. Тутмеса IV наследио је Аменофис IV који је у једном тренутку узео ново име - Ехнатон. Био је ожењен Нефертити и имали су најмање шесторо деце. Ехнатон је познат по покушају увођења новог култа - култа бога Атона који је представљан као сунчев диск. Нова религија није заживела. Следећи фараон, Тутанхатон, укинуо је Атонов култ и своје име променио у Тутанхамон. Захвални свештеници подигли су му велелепну гробницу чије се откриће 1922. године сматра највећим археолошким открићем 20. века.
Рамзес I (1295—4) оснивач је нове, Деветнаесте египатске династије. Рамзес II био је најпознатији владар позног Новог краљевства. Египат је тада био водећа сила у старом свету. Рамзесова владавина била је веома дуга (1279—1213). Подигао је или доградио многе грађевине широм Египта и Нубије. Током владавине овог фараона, Египћани су водили чувену битку код Кадеша против Хетита. Битка се завршила поразом Египта. Уследила је преписка између двојице владара и закључење мировног споразума који се сматра првим таквим споразумом у историји. Мир је био искрен и између две државе нису вођени ратови током читавог њиховог постојања. Током владавине овог фараона вероватно је дошло до изласка израелских племена из Египта (описаног у Старом завету). Касније су ова племена у Канаану формирали своју државу.
Опадање египатске моћи вероватно је везано за општу кризу која је позната под називом "Колапс бронзаног доба". Од четири велике силе (Египат, Хетитско краљевство, Средњоасирско царство и Вавилон) прво су поклекнули Хетити. Њихова држава престаје да постоји око 1200. године. На њеној територији настају бројне мање државице познате под именом "Неохетитске државе". Рамзес III водио је ратове против Народа са мора. Након владавине Рамзеса VI, Египат губи контролу над територијама Канаана. До деветнаесте године владавине Рамзеса XI (1080) фактичка власт у горњем и средњем Египту била је у рукама извесног Херихора, врховног Амоновог свештеника.

### Египћани на Леванту и у Нубији
Прве походе ка северу водили су најранији фараони Новог царства – Ахмосе и Тутмес І. Утврђивање египатских граница на Леванту и почетак експлоатације природних богатстава ове територије започело је у време Тутмеса ІІІ чији су Анали један од најважнијих извора за проучавање египатске историје Новог царства. Анали су писани у облику дневника о походу. Најдетаљније је описан први поход након којег су многи палестински градови били под непосредном египатском контролом. Врхунац египатске експанзије ка северу постигнут је током осмог Тутмесовог похода. Држава је проширена до Еуфрата, Митанци су поражени, а Асирци су послали дарове фараону. Побуне у Палестини су окрутно гушене, а становништво расељавано. Након битке код Кадеша и споразума са хетитским владарем, Египћани су изгубили контролу над облашћу Дамаска.
Египатска управа над Кананом познатија је због великог броја сачуваних писама из Амарне. Главни центри египатске моћи били су Сумур, Газа и Кумуди. Египћани су се користили сукобима локалних владара да наметну своју власт. Стајући на страну једног владара, Египћани су тиме обезбедили верног вазала који је редовно плаћао порез и издржавао египатске гарнизоне. Није познато како су Египћани изгубили власт над Кананом. Сведочанства о њиховом присуству не постоје након владавине Рамзеса VI (1136. година).
Египатска контрола над области Донголе у Нубији успостављена је током владавине Хатшепсут и Тутмеса III. Ову територију Египат је задржао све до владавине двадесете династије. Одржавање контроле над Нубијом било је знатно теже од контроле над Левантом. Током осамнаесте династије вођени су чести походи против Нубијаца. Ова територија била је погодна за пољопривреду и виноградарство. Имала је и богата минерална налазишта – аметист, злато, сребро... Египћани су постављали „Краљевског сина Куша“ за вицекраља области. Он је контролисао област Нубије до Трећег катаракта.

## Трећи прелазни период
Историја Египта током трећег међупериода може се поделити у више фаза. Прва фаза трајала је током постојања династије у Танису (Двадесета и Двадесетпрва династије). Либијци истовремено насељавају велики део северног Египта, од Делте до Хераклеополиса. Либијски владар Шешонк I 945. године п. н. е. преузима власт. Начин његовог преузимања власти није познат. Не постоје трагови разарања Египта. Неколико година касније признају га за владара и господари Тебе. Шешонк је основао 22. египатску династију која је Египтом владала следећих скоро стотину година. Око 850. године избија грађански рат. Рат је завршен 818. године када је уведена титула савладара. Египат је имао 2 фараона. Међутим, немири у Египту нису били завршени. Око 770. године појављује се породица у Саису која је истакла своје право на престо. Себе су називали „великим вођама Либуа“. Од 727. године п. н. е. они су започели Двадесетчетврту Манетонову династију. Године 715. ову династију сменила је Двадесетпета египатска династија. Чинили су је нубијски владари из Напате. Нубијска контрола над Египтом трајала је 40 година. Познат је поход владара Пија на север Египта. Овај поход положио је темеље нубијске владавине. Пије је напао и опсео Хераклеополис. Након пада Хераклеополиса, многи становници прешли су на Пијеву страну. Пије је стигао до Мемфиса и након његовог освајања се повукао натраг у Напату. Не постоје докази да се икада вратио у Египат. Период од 715. до 671. године обележен је чврстом контролом Нубијаца над Египтом. Потом су уследили асирски нападу на Египат. Судећи по описима нубијског периода, многи локални владари задржали су своје положаје. Међутим, сада су били вазали напатског краља са обавезом плаћања трибута и слања радне снаге у Нубију. Асирско освајање Египта представља резултат експанзије Асирског краљевства у 7. веку п. н. е. Први напад на Египат извршио је асирски краљ Асархадон 674. године п. н. е. Он је завршен неуспехом. Тек 671. године Асирци освајају Мемфис и територију источне Делте. Асархадон је умро 669. године п. н. е. Кушитски владар Тахарка поново заузима Мемфис. Нови поход повео је асирски краљ Асурбанипал. Он је 667. године поразио Тахарку и поново успоставио контролу над Мемфисом. Тахарка бежи и организује нови покушај напада на Мемфис. Асурбанипал 664. године п. н. е. поново шаље војску у Египат. Асирска војска гонила је напатског краља до Тебе која је освојена и опљачкана. Тиме је окончана владавина Двадесетпете египатске династије и трећи међупериод.

## Саиски период
Саиски период обично се сматра почетком „позног периода“ историје старог Египта. Најуочљивија промена јесте појава демотског писма које представља фазу развоја египатског курзивног писма, хијератског. Период од око 140 година, све до освајања Египта од стране Камбиза, представља стабилну фазу египатске историје. Извори за овај период јесу дела Херодота (друга књига) и Диодора (прва књига), као и материјал из самог Египта (Серапеум у Сакари где се налазе исписани саркофази и стеле и други). За Саиску династију карактеристично је поштовање култа Апис-бика и бога Птаха и бога Мемфиса.
Династију је основао фараон Псаметих I. Своју владавину започео је као асирски владар. Није познато како је Псаметих успео да се избори за независност и од Асираца и од Напатинаца. Асирија није предузела никакву војну акцију против Египта. Односи између две државе били су релативно пријатељски. До 656. године п. н. е. Псаметих је проширио своју власт и на Горњи Египат. Држава је поново била уједињена. Ово је установљено „Нитокридином стелом усвајања“. Важни центри Саиске династије били су Мемфис и Саис. Владари су користили најамничку војску која је за своје услуге од фараона добијала парцелу земље. Фараон Нехо II развио је египатску морнарицу која је деловала и на Средоземном и на Црвеном мору. Овај фараон познат је и по започињању копања канала који би повезивао Нил са Црвеним морем. Завршио га је ахеменидски цар Дарије I. Псаметих је отворио Египат трговцима из Грчке. У то време настаје грчка колонија Наукратис и друге трговачке постаје у северном Египту.
Јужна граница државе лежала је у Асуану. Против Кушитског краљевства, Египћани су повели један поход (593. године п. н. е.). Египат се наметнуо и као значајан фактор у политичком животу Леванта. Јудеја је била вазална египатска држава. Јак утицај Египат је вршио и на Феникију, а против Вавилоније је водио борбе све до 601. п. н. е.
Године 570/69. п. н. е. избија грађански рат у Египту. Фараон Априје је убијен. На његово место долази војни командант Амазис II. Амазис је био претпоследњи владар Саиске династије. Владао је до 526. године п. н. е. Заједничка опасност од Персије зближила је Египат и Вавилонију. Савезу се прикључује и Лидија. Обе савезнице Египта освојио је персијски владар Кир. Амазиса је на престолу наследио Псаметих III. Био је то последњи владар Саиске династије.

## Ахеменидски период

### Камбизово освајање Египта
Камбиз је своју владавину започео као очев савладар. Владао је Вавилоном као краљ. Након очеве смрти преузима престо и наставља са успешним походима. Главни Камбизов циљ био је освајање Египта, једине преостале велике силе на старом истоку. Поморска моћ Египта била је значајно повећана. Камбиз је започео са припремама за велики војни поход. Припреме су се састојале у стварању персијске флоте. Посаду бродова чинили су поданици поморских персијских држава. Међутим, предводници су, без разлике, били Персијанци. Дуготрајне припреме окончане су 526/5. године п. н. е. Камбизов поход на Египат детаљно је описао Херодот у својој другој књизи. Херодот исказује изразито непријатељски став према Камбизу и назива га „неразумним и лудим човеком“. Инвазији је претходило одвајање Кипра од Египта и склапање споразума са Арабљанима на Синајском полуострву. Египћани су се сукобили са Персијанцима на најисточнијем рукавцу Нила. У првој бици су одлучно потучени и приморани на повлачење у Мемфис. Мемфис је опкољен и након десет дана и освојен. Египатски краљ Псаметих III је заробљен. Пад египатске древне престонице заплашио је суседне народе на западу. Либија, Барка и Кирена приклонили су се освајачу. Настојања да освоји Кушитско краљевство, остала су без успеха. Феничани су одбили да своје бродове пошаљу против Картагине.

### Борбе са Ахеменидима
Немири у Персијском царству трајали су све до Камбизове смрти и доласка Дарија I Великог на власт. Након гушења побуна, Дарије се посветио рату са Грцима стављајући Египат у други план. Египтом су владали сатрапи чија је моћ била велика. Практично, они су били самостални владари. Тако је сатрап Арианида својим намерама да се отцепи од Ахеменидског царства приморао Дарија да 517. године п. н. е. лично дође у Египат. Арианида је осуђен на смрт. Египат је био житница Персијског царства. Потом је Дарије довршио канал од Нила до Црвеног мора чије је ископавање започео краљ Нехо. Дарије је, супротно свом претходнику, поштовао египатске богове и исказао поштовање убијеном бику Апису. Након Даријеве смрти, Египћани под вођством Кабаша дижу устанак. Нови цар Ксеркс угушио је устанак, а Кабаша је убијен. Још један устанак подигли су Египћани након Ксерксове смрти (463. п. н. е.). Овај устанак познат је под називом „Инаров устанак“ по његовом вођи. У устанак су се уплели и Атињани који су, на челу Делског савеза, наставили рат са Персијом. Устанак је завршен неуспехом. Угушио га је Мегабаз, сатрап Сирије. Користећи се грађанским ратом у Персији, Амиртеј II диже устанак и протерује Персијанце из Египта (404. п. н. е.). Амиртеј чини Манетонову засебну, Двадесетосму египатску династију. Владавина Амиртеја (и династије) трајала је непуних шест година. Амиртеј је умро под неразјашњеним околностима 399. године п. н. е. Круна прелази у руке Неферита I који је започео владавину Двадесетдевете египатске династије. Неферит је склопио савез са спартанским краљем Агесилајем који је против сатрапија Фригије и Лидије водио успешне ратове у Малој Азији. Јачање утицаја Персије и поразом Грка у Коринтском рату, Египат више није могао рачунати на спартанске хоплите (Царски мир). Спартанци су прешли на персијску страну и тиме очували своју хегемонију у грчком свету. Двадесетдевета династија се гаси, а Нектанеб I формира Тридесету египатску династију. Нектанеб је поразио персијског сатрапа Фарнабаза кога је цар Артаксеркс послао у поход на Египат. Његов наследник, Тахос, предузео је поход на Феникију. У походу је учествовао спартански краљ Агесилај. Поход је завршен неуспехом. Тахосов син и наследник, Нектанеб II, последњи је Египћанин који је носио двоструку египатску круну. Египат 343. године п. н . е. поново потпада под власт Персије. Тридесетпрву египатску династију чинили су персијски цареви: Артаксеркс III, Артаксеркс IV, Дарије III.

## Александрово освајање Египта
Александар Македонски покреће поход на Персију 334. године п. н. е. Након освајања Тира, Александар је наставио даље ка југу. Газа му је пружила јачи отпор, али је и она брзо савладана. Персијанци су вршили скрнављења египатских светиња. Врхунац је био убиство светог бика Аписа. Због тога су Македонци у Египту дочекани као ослободиоци. Персијски сатрап није пружао отпор. Александар је ушао у Мемфис где је проглашен новим фараоном. Супротно Ахеменидима, Александар је показао пуно поштовање према египатским божанствима приносећи жртву бику Апису. Истовремено је приредио такмичења у гимнастици и упознао становнике са грчком културом и уметношћу. Александар је проглашен сином бога Ра.
Цивилна власт остала је Египћанима. На војне положаје постављени су Македонци, а финансијска управа је издвојена. На пролеће 331. године п.н. е. Александар је поставио камен темељац новом граду на ушћу Нила. Град је назвао својим именом – Александрија. Место за изградњу града Александру је, према Плутарху, показао у сну старац са дугачком белом брадом. Одличан положај обезбедио је Александрији успон током читаве антике. Александрија је постала центар хеленистичке културе и била је, уз Картагину, највећа лука на Средоземљу.
Александар је из Египта предузео дугачак и опасан пут кроз либијску пустињу до оазе Сивах. Тамо је посетио Амонов храм где је имао приступ најсветијим деловима храма. У храму је ушао сам, а шта се унутра догађало, Александар је задржао за себе до краја живота.

## Птолемејско краљевство
Након Александрове смрти, огромно царство подељено је међу његовим генералима, дијадосима. Египат је припао Птолемеју I Сотеру. Од Египта су Птолемејиди направили моћну државу са јаком флотом и војском. Око 300. године п. н. е. Птолемеј је у Александрији основао библиотеку. Александријска библиотека постаће највећа библиотека античког света. Током Цезаровог боравка у Египту (47. године п. н. е. ) изгорело је око 700.000 свитака, а преосталих 45.000 страдало је када је храм у којем су након пожара чуване књиге претворен у хришћанску цркву. Птолемеј је умро 283. године п. н. е. Његови наследници наставили су да владају Египтом. У 3. веку п. н. е. Египат се необично брзо развијао. Александрија се нагло уздигла у научну и пословну метрополу и убрзо је престигла Атину. Готово сва трговина Средоземља са Истоком ишла је преко Птолемејског краљевства. И поред тога, Египћани птолемејску династију нису прихватали као своју. О томе сведоче бројни немири, нарочито након битке код Рафије (217. п. н. е.) у којој су домороци однели победу над сиријском војском.
Током 3. и 2. века Птолемејиди и Селеукиди водили су дуготрајне ратове за контролу Сирије. Ти ратови познати су под називом "Сиријски ратови". Почетком 2. века п. н. е. у Сиријске ратове се мешају и Римљани. Одневши победу у грађанском рату, Цезар је гонио свога супарника Помпеја до Египта. Тамо је 5 месеци блокиран од стране Египћана (Александријски рат). Том приликом је у пожару страдао део александријске библиотеке. У бици на Нилу (26. марта 47. године п. н. е.) тукао је Египћане уз помоћ армије коју му је послао Митридат из Пергама. Након Цезарове погибије, египатска краљица Клеопатра стала је на страну тријумвира Марка Антонија који се за власт борио против Октавијана Августа. Октавијан наноси Марку Антонију велики пораз у бици код Акцијума (31. п. н. е.) након чега Антоније и Клеопатра извршавају самоубиство. Наредне године Египат је прикључен Римском царству. Египат је била последња хеленистичка држава која је пала под римску власт. Због тога његов пад представља завршетак ере хеленизма.

## Римски период
Освајањем Египта, Октавијан Август је стекао огромно богатство са египатских дворова. Египат је уживао другачији статус од осталих римских провинција. Сматран је поседом цара. Њиме је управљао префект из витешког сталежа који је имао проконзулску власт. Његове наредбе имале су снагу закона. Римски цар у Египту је поштован као љубимац бога Птаха и богиње Изиде. Главни задатак Октавијана Августа у Египту била је обнова канала који су у доба Птолемејида запуштени. Извршена је и конфискација црквене својине што је изазвало побуну становништва. Побуну је угушио први египатски префект, Корнелије Гал.
Територија провинције је отприлике одговарала територији данашњег Египта, с изузетком Синаја, који је припадају провинцији Јудеја. На западу се римски Египат граничио с провинцијом Киренаика и Крит, а на југу с независним краљевством Куш. Египат је подељен у три области: Горњи Египат (Aegyptus Thebais), Средњи Египат (Aegyptus Herculia) и Доњи Египат (Aegyptus Ionia). Египћани су задржали грчки као званичан језик. Латински се користио само у односима са војском. Римска управа била је организованија од птолемејске што је за Египат, за који је била потреба добра организација наводњавања помоћу Нила, била преко потребнија. Провинција се током римске владавине економски снажно развила. Постала је житница римске државе. Трећина жита потребног граду Риму увожена је из Египта. Трговина Александрије, транзитне луке Арабије, Сомалије и Индије, достиже свој врхунац. Из Александрије се увозило злато, ланене тканине и папирус. За производњу папируса били су задужени искључиво Египћани. Римљани га нису производили, али су га обрађивали. Поред Александрије, значајна римска база био је Пелузијум. За време владавине цара Трајана, у делти Нила подигнута је нова тврђава, Вавилон. Војници су претежно регрутовани на истоку. Задатак војске било је спречавање пустињских племена да продру у провинцију. Египатска флота била је задужена за превоз жита у Рим.
У 2. веку је из Египта у Рим пренесен култ богиње Изиде и Сераписа. Једно време је био забрањен, али је убрзо цар Калигула подигао храм богињи Изиди на Марсовом пољу. Египатски култови били су раширени по читавом римском западу. Изиду су нарочито поштовали морепловци и жене.
Немири у провинцији су били ретки, а дешавали су се углавном на почетку римске владавине. У време владавине Марка Аурелија, подигнут је устанак букола (пастира). Устанак је имао аграрни карактер. Устаници су стигли готово до Александрије, али их је тамо разбио намесник Авидије Касије. Године 269, етиопијска краљица Зенобија је искористила немире у Риму да заузме Египат. Држала га је три године.
Хришћанство се у Египту шири још у 1. веку. Апостол Марко био је први просветитељ Коптске цркве. Хришћанство се брзо шири међу домороцима и доприноси јачању коптског утицаја. Коптски језик и писмо потискују грчки елемент. Од Египћана, хришћани су преузели пустињачко монаштво.

## Византијско доба
Опадање египатске моћи почиње у 3. веку као резултат опште кризе која је захватила Римско царство. Египат је погођен и верским немирима. Александрија је била средиште аријанства које је проглашено за јерес на Првом васељенском сабору. Египат се нашао у средишту још једног теолошког спора – монофизитства, веровања да Христос има божанску, али не и људску природу. Монофизитство је осуђено на Четвртом васељенском сабору одржаном 451. године у Халкедону. Монофизити су створили паралелну, тзв. Коптску цркву. У периоду Византије, Египат је чинио посебну дијецезу. Његова моћ била је у опадању. Судећи по схематском приручнику за канцеларију и војску, званом Notitia Dignitatum, првобитно су је чиниле следеће провинције: Aegyptus, Augustamnica, Arcadia, Thebais, као и Lybia Superior (касније Pentapolis) и Lybia Inferior (касније Lybia Sicca).
Чести су били напади пустињских племена Блема са истока и Требаида. Они су касније примили хришћанство. Године 609. у Египту се побунио Ираклије, картагински егзарх, против цара Фоке. Његов син Ираклије водио је ратове са Персијским царством. Сасаниди 616. године упадају у Египат. Ираклије их је истерао ка Сирији и Месопотамији након 10 година. Уследили су свирепи походи коптске цркве који су знатно олакшали Арабљанима да освоје Египат у последњој деценији прве половине 7. века.

## Арапски Египат
Арапско освајање Египта вођени је истовремено са освајањем Персијског царства. Део је Византијско-арапских ратова. Године 639. калиф Омер покреће војску од око 4000 људи под командом Амр ибн ел Аса. Војска је убрзо добила појачање од 5000 људи. Следеће године византијска војска поражена је код Хелиополиса. Амр се потом упутио ка Александрији. Град се предао 8. новембра 641. године. Године 645. Византинци су повратили Александрију, али ју је Амр поново освојио следеће године. Флота коју је Констанс II послао 654. године је одбијена. Као и у другим освојеним земљама, Арабљани се нису мешали са египатским становништвом. Хришћани у Египту задржали су право на слободно исповедање своје вере уз плаћање данка муслиманима. Подела Египта на номе задржана је и током арапског периода.
Незадовољни плаћањем данка, Копти дижу устанак 725. године. Како би појачали своју заступљеност у Египту, Арапи 727. године насељавају 3000 људи у близини Билбаија. Арапски језик постао је 706. године службени језик владе, а египатски арапски језик почео је да се развија. Копти су дизали побуне 739. и 750. године.
Абасидски период донео је нове порезе због којих Копти дижу устанак четврте године владавине Абасида. Копти дижу устанке 828. и 831. године. Током 9. века Египтом су углавном владали турски гувернери који су добијали египатске територије као лено. Крајем 9. века, Египат се комада на више независних држава којима владају гувернери калифе. Почетком 10. века, Абдулах ел Махди Билах, син 10. исмаилитског имама, шаље Абу Абдулах ел Шија у Египат да шири шиитску веру и припрема устанак против Абасида. Абдулах је протерао аглабидског владара и преузео власт у Египту. Абдулах ел Махди Билах је оснивач Фатимидског калифата.

## Фатимидски калифат
Фатимидски калифат био је прва шиитска држава. Нови калифат носио је име по јединој Мухамедовој ћерци, Фатими. Историја Фатимидског калифата може се поделити у два периода - период моћи калифата (до 1021. године) и период опадања (од 1021. године). Абдулах је проширио фатимидску државу освојивши Мароко. Тиме је окончао владавину династије Идрисида. Абдулахов наследник, Мухамед, прикључио је држави и Сицилију. Током владавине Ел Муиза основана је нова престоница Фатимидског калифата - Каиро. Ел Азиз, Муизов брат, освојио је Дамаск и водио ратове против Византијског царства. Током владавине калифа Хакима у Египту долази до појаве верске нетрпељивости. Хаким је 1009. године уништио Цркву Светог Гроба у Јерусалиму, а хришћане је натерао да око врата носе крст. Хаким је био последњи велики фатимидски калиф. Након његове смрти стварну власт у Египту држаће везири, а калифи ће бити постављани само као привид владавине.
Након смрти Ел Мустаншира, на власт долази његов млађи син Ел Мустали (1094). На власт га је поставио везир Ал Афдал Шаханшах, стварни владар Египта. Старији син, Низар, провео је живот у заробљеништву. Његове присталице образовале су секту асасина. Током Ел Мусталијеве владавине покренут је Први крсташки рат (1096—1099). Египћани су изгубили бројне територије. Међу њима је био и свети град Јерусалим. Ифтикар ад Давла, египатски командант јерусалимског гарнизона, поражен је 1099. године. Том приликом страдало је око 40.000 муслимана због чега се крсташко освајање Јерусалима сматра једним од највећих злочина средњег века. Шаханшах је слао неколико експедиција против новоосноване Јерусалимске краљевине. Сви походи завршени су неуспехом (Аскалон, три битке код Рамле, Триполи). Борбе са крсташима настављене су током читавог постојања Халифата. Године 1153. Египћани су изгубили важан приобални град - Аскалон. Током опсаде, посебно су се истакли Темплари који су успели да пробију зидине града. На његовом месту формирана је нова крсташка грофовија. Године 1153. убијен је везир Ибн ел Салар од стране Наси ибн Абаса. Абас потом убија и калифа Зафара, а на престо поставља његовог четворогодишњег сина ел Фаиза. Фаиз је умро 1160. године, а на престо је постављен десетогодишњи стричевић ел Адид. Био је то четрнаести и последњи калиф Египта. Везир Абас убијен је 1163. године од стране Шавара, великог везира. У то време падају крсташки походи на Египат јерусалимског краља Амалрика I.

### Крсташки походи на Египат
Јерусалимски краљ Амалрик I организовао је три похода на Фатимидски калифат (1164, 1167 и 1168. године). Слаби, али истовремено и богати Египат је био мета и ајубидског владара Нур ад Дина. Нур ад Дин и Амалрик борили су се за наметање свог утицаја у Египту. Обојица владара подржавала су различите претенденте на везирски престо - Нур ад Дин Шавара, а Амалрих Дирхама. Током рата су везири мењали стране.
Нур ад Динов војсковођа у Египту био је Ширку. На походима га је пратио Салах ед Дин Јусуф, касније познат као Саладин. Битке су вођене са променљивим исходом. На крају су победу однели муслимани. Ширку јануара 1169. године тријумфално улази у Каиро. Међутим, Ширку умире након три месеца. Нови везир постаје Саладин. Последњи фатимидски султан, Ел Адид, убрзо је убијен. Египат прелази у руке Ајубида.
| Фатимиди                   |           |                                                                  |
| Име краља                  | Владавина | Напомена                                                         |
| Абдулах ел Махди Билах     | 909-934   | Оснивач династије                                                |
| Мухамед ел Каим би-Амрилах | 934-946   | Освојио Сицилију                                                 |
| Исмаил ел Мансур           | 946-953   | борба против Омејада                                             |
| ел Муиз                    | 953-975   | оснивач нове престонице - Каира                                  |
| ел Азиз                    | 975-996   | освојио Дамаск                                                   |
| ел Хаким би Амр Алах       | 996-1021  | последњи моћни владар, освојио Алепо, уништио Цркву Светог Гроба |
| ел аз-Захир                | 1021-1036 |                                                                  |
| ел Мустаншир               | 1036-1094 | најдуговечнији калиф у историји ислама                           |
| ел Мустали                 | 1094-1101 | покренут Први крсташки рат, пад Јерусалима                       |
| ел Амир                    | 1101-1130 | Венецијански крсташки рат                                        |
| ел Хафиз                   | 1130-1149 | Други крсташки рат                                               |
| ел Зафир                   | 1149-1154 | Губитак Аскалона                                                 |
| ел Фаиз                    | 1154-1160 |                                                                  |
| ел Адид                    | 1160-1171 | Убио га Саладин                                                  |

## Ајубидски период
Након Нур ад Динове смрти (1174. године) и краткотрајне борбе са његовим наследником Малик Салих Исмаилом и Мосулом и Алепом који су га подржавали, Саладин шири ајубидску државу све до северне Сирије (1183). Године 1187. покреће џихад и наноси крсташима велики пораз код Хитина. У бици код Хитина уништена је цела војска Краљевине. Муслимани су у бици задобили толико робова да је њихова цена на пијаци у Дамаску била једнака цени сандала. Јерусалим је освојен исте године. Саладин је, за разлику од крсташа 1099. године, показао великодушност и понудио нису цену за откуп заробљеника. Неке је и сам откупио. Ипак, око 15.000 њих нису успели да се спасу, па су продани у робље. Пад светог града изазвао је покретање Трећег крсташког рата под вођством најмоћнијих европских монарха (Ричарда I Енглеског, Филипа II Француског и Фридриха Барбаросе). Срећа је била на Саладиновој страни: Фридрих Барбароса је умро у леденој реци, Филип се разболео и вратио у Француску, а против Ричарда се спремао државни удар у Енглеској под вођством његовог брата што га је натерало да се повуче из Свете земље. Миром у Јафи завршен је Трећи крсташки рат. Муслимани су задржали Јерусалим. Саладин умире исте године. Након његове смрти наступају борбе за престо. Као победник је изашао Саладинов млађи брат Малик ел Адил који 1200. године постаје владар Египта.
Владавина Малик ел Адила представља период мира. Пред крај његове владавине је угарски краљ Андрија Арпад покренуо поход на Свету земљу. Тиме је отпочео Пети крсташки рат. Умро је 1218. године. Наследила су га тројица синова који су поделили државу. Египат је припао Малик ел Камилу. Током Камилове владавине вођен је и Шести крсташки рат. Предводио га је немачки цар Фридрих II. Фридрих и Камил склопили су тајни договор по коме је немачки цар требало да освоји Јерусалим. Свети град је након Маликове смрти припао Камиловом брату Муазаму са којим је египатски султан био у сукобу. Фридрих осваја Јерусалим. Крсташи су га држали у рукама до 1244. године. Током Камилове владавине између крсташа и Египћана трајао је мир. Нови, Седми крсташки рат, покренут је 1248. године под вођством француског краља Луја. Египатски султан Ејуб умире следеће године. Власт је преузела његова удовица, Шајар ал Дур, у ишчекивању сина Тураншаха да се врати из ратова у Месопотамији. Ејбак, Ејубов војсковођа, је однео победу над крсташима Луја код Мансураха. Потом је елиминисао Тураншаха и преузео власт оженивши се Шајар ал Дур. Смрћу Тураншаха завршена је владавина Ајубида Египтом.
| Ајубидски владари              |           |                                     |
| Име краља                      | Владавина | Напомена                            |
| Саладин                        | 1174-1193 | оснивач династије                   |
| Ел Азиз Утман                  | 1193-1198 |                                     |
| Ел Мансур Назир ел Дин Мухамед | 1198-1200 |                                     |
| Малик ел Адил                  | 1200-1218 | Саладинов брат                      |
| Малик ел Камил                 | 1218-1238 |                                     |
| Ел Адил II                     | 1238-1240 |                                     |
| Ејуб                           | 1240-1249 | Седми крсташки рат                  |
| Тураншах                       | 1249-1250 |                                     |
| Ел Ашраф Муса                  | 1250-1259 | Уместо њега као регент владао Ејбак |

## Мамелучки султанат

### Историја султаната
Мамелуци су Египтом владали од 1250. до 1517. године. Ејбак је основао династију Бахри. Владао је седам година. Након краће владавине Нур ад Дин Алија и Кутуза, на престо долази моћни владар, Бајбарс. Зауставио је монголско надирање поразивши их у бици код Ајн Џалута. Међутим, Бајбарс се прославио по својим походима против крсташа. Био је опчињен Саладиновим џихадом и жељом да доврши освајања великог муслиманског војсковође. Познат је по освајању крсташке кнежевине Антиохије (1268. године). Његов наследник, Калавун, освојио је грофовију Триполи, а следећи султан, Ел Ашраф Халил, протерао је крсташе из Свете земље освајајући 1291. године престоницу, Акру. Династија Бахри владала је до 1382. године. Снага династије је значајно умањена након епидемије бубонске куге која је крајем прве половине 14. века десетковала становништво Египта.
Године 1382. на власт долази Бурџи династија. Бурџијска династија дала је Египту 23 султана. Били су то владари черкеског порекла, за разлику од бахријских Мамелука који су били турског или јерменског порекла. Султан Барсбеј у периоду од 1424. до 1426. године води рат у коме осваја Кипар. Био је то један од највећих војних успеха династије. Тиме су спречени бројни гусарски напади на египатске обале. У другој половини 15. века, династија је водила рат против Османског царства. Египћани су пружали помоћ муслиманима у Шпанији (1496. године). Године 1515. избио је нови рат против Османског царства. Султан Селим I оптужио је египатског султана за пружање помоћи персијском сафавидском устанику Исмаилу I. Рат је трајао две године. У бици код Марџ Дабика, Египатска војска доживела је велики пораз. Селим I 20. јануара 1517. године улази у Каиро. Мамелучки султанат престао је да постоји. Међутим, мамелучки емири су се углавном задржали на престолу. Породица Бурџи и даље је била утицајна у Египту. Међутим, сада је признавала врховну власт османског султана. Од Египта је формиран египатски ејалет.

### Држава
Поред султана, највишу власт у држави имао је Државни савет. Чинили су га: заменик султана, командант војске, министар рата и председник Савета, као највиши цивилни чиновник. Земља је била подељена на 24 провинције (12 у Египту и 12 у Сирији). На челу провинција стајао је гувернер. Гувернере је бирао султан из редова високих емира. Све високе положаје у земљи попуњавали су искључиво Мамелуци. За свој успон, Мамелуци могу захвалити и принципу обнављања који се огледа у немогућности наслеђивања високих положаја и сталној набавци нових робова из јужне Русије, области око Кавказа.
Војска Мамелучког султаната састојала се од Мамелука у гарди султана, у јединицама емира и бивших султана и од најамничких војски које су сачињавали Египћани плаћани у новцу и имањима. Одлуку о рату доносио је Државни савет. Војска је дељена на јединице од 1000, 100, 10 и 5 војника. На челу војних јединица налазили су се емири. Емире са 100 војника именовао је султан, а остале гувернери провинција. Основа војне моћи била је коњица чији су припадници били искључиво Мамелуци.

## Египатски ејалет

### Рани османски период
Освајањем Египта у турским рукама нашао се важан поморски пут за Индију. Пад Египта задао је смртан ударац португалској трговини. Европски трговци сада су преузимали робу из Бурсе, Алепа, Каира и Цариграда. Преко Египта је вођена и трговина са Африком. Житарице, шећер, зачини и сапун из Азије, а злато и црни робови из Африке, били су основни производи који су ишли преко Египта у Европу.
Рана историја османског Египта обележена је сукобима између Турака и Мамелука око превласти. Египат је подељен на 12 санџака. На њиховом челу налазили су се, углавном, мамелучки емири који су били египатски вазали. Под владавином султана Сулејмана, у Египту су формирана два органа – Велики Диван и Доњи Диван, преко којих је вршена власт. Војска од 5000 јаничара обезбеђивала је турску власт.
Турска власт у Египту је у првом периоду владавине Османлија била јако нестабилна што је резултирало честим променама управника Египта. Територија је подељена 1527. године на четири класе: султанова земља, феуди, земљиште војске и поседи верских вођа.

### Слабљење централне власти током 17. века
Године 1604. дошло је до побуне народа незадовољног плаћањем данка, тулбаха. Египатски гувернер Ибрахим-паша је убијен, а његово тело јавно изложено. Пет година касније избио је прави грађански рат између војске и паше на чијој страни се налазило неколико оданих пукова и војска бедуина. Побуњеници су прогласили свог султана и поделили територију Каира између себе. Устанак је угушио гувернер Кара Мехмед-паша који је 5. фебруара 1610. године ушао у Каиро. Вође устанка су погубљене, а преживели су се склонили у Јемен. Овај догађај неки историчари називају и другим освајањем Египта од стране Османлија. Кара Мехмед-паша творац је нових финансијских реформи којима је данак расподељен по имовинском стању становништва.
Јула 1623. године из Порте је у Каиро стигла одлука о смени Кара Мустафа-паше и доласка Кестеци Али-паше на његово место. Међутим, његов долазак на власт оспорила је војска која је Порти послала писма изјавивши да жели Кара Мустафа-пашу за гувернера. Нови гувернер је у међувремену стигао у Александрију. Депутат официра је заробљен. На то је александријски гарнизон одговорио нападањем затвора и ослобађањем депутата. Кестеци Али-паша се морао повући из Египта. Убрзо је у Каиро стигао указ из Цариграда којим је Кара Мустафа-паша потврђен за гувернера Египта. Кара Мустафа-паша се на позицији гувернера задржао до 1626. године када је замењен Бајрам-пашом.
Османски војници у Египту су углавном регрутовани из локалних милиција. Због тога су били блиско повезани са египатском аристократијом. Тако је Ридван-бег, мамелучки емир, остварио de facto власт над Египтом у периоду од 1631. до 1656. године. Покушај новоименованог гувернера Коча Муса-паше да га свргне је завршен потпуним неуспехом. Нови гувернер приморан је на оставку. Указ из 1631. године одобрио је понашање војске и именовао Халил-пашу за новог гувернера. Сваки нови гувернер наплаћивао је данак од претходног у име новца за трезор. Данак који је због ове праксе гувернер наметао народу још је више појачавао незадовољство народа измореног болестима и глађу. Године 1619. од куге је страдало 635.000 људи чиме је нестало 230 села.

### Превласт Мамелука
До 18. века, Мамелуци преузимају главну улогу у Египту. Функција турског паше била је само почасна. Разлози за слабљење утицаја османских паша су нејасни због недостатка поузданих турских извора из овог периода. Краткотрајан сукоб (80 дана) настао је 1707. године између паше и вође једне од две мамелучке фракције, Касима Ијваза. Исте године је мамелучки вођа погинуо. Наследио га је син Исмаил који се на челу фракције налазио 16 година. Током овог периода измењено је више турских паша, а Исмаил је успео да измири две мамелучке фракције. Исмаил је убијен 1724. године. На његово место долази Ширкас-бег. Ширкаса је протерао Ду Фикар и заузео његово место. Њега је убио и наследио Отман-бег, један од генерала. Отман-бег је владао до 1743. године када је приморан да бежи из Египта због претње двојице авантуриста, Ибрахима и Ридван бега. Њих двојица су поделили територије Египта и владали заједно до 1755. године. Убијени су од турског паше. Нови мамелучки владар био је Али Беј.
Године 1769. Али Беј улази у сукоб са Портом која је од Египћана тражила да пошаљу 12.000 људи за борбу против Руса (Руско-турски рат). Египћани су одбили и прогласили независност. Османском паши дат је рок од 48 сати да напусти земљу. Османлије нису биле у стању да се суоче са Али-беговом војском. За шест месеци је окупирано готово цело Арабијско полуострво. Устаници су покушавали да склопе савез са Русијом и Млетачком републиком. Предузели су и поход на Сирију и Палестину склопивши савез са емиром Дамаска. Емир је, међутим, променио страну. Али Беј је погинуо 1773. године, а његов наследник следеће, 1774. године. Египат је поново био под пуном контролом Турака.

### Повраћај контроле над Египтом
Нови египатски паша добио је од порте наређење да нападне Сирију и казни помагаче устаника. Међутим, он је погинуо у бици код Салихија. Мурат-бег, један од побуњеника, преузео је контролу над Египтом 26. маја 1775. године. Муратове борбе за власт омогућиле су Турцима да, релативно лако, освоје Египат 1786. године. Мурат је поражен и убијен. Ћезарили Гази Хасан-паша, турски управник, ушао је у Каиро 1. августа. Муратов противник, Исмаил-бег, наставио је да влада својом територијом. Његови наследници били су на власти и током Наполеоновог уласка у Египат.

## Француска окупација Египта
Иницијатива за покретање кампање у Египту потекла је од чувеног војсковође Наполеона Бонапарте. За потпуно преузимање власти и збацивање Директоријума, био му је потребан велики војни успех. Стратешки положај Египта био је од кључног значаја за трговину Британије. Освајањем Египта, Французи би одсекли везе Британије и њене најважније колоније – Индије. Директоријум је одобрио Наполеону покретање рата у Египту. Наполеон је са Египтом имао велике планове. Планирао је прокопавање канала који би спајао Средоземно и Црвено море. Кампања је имала карактеристике и научне експедиције. Са Наполеоном је кренуло мноштво научника. Управо током Наполеонове експедиције пронађен је чувени Камен из Розете са кога је 1822. година Жан Франсоа Шамполион дешифровао хијероглифе.
Маја 1798. године Оријентална армија креће на пут за Египат. Успут су Французи окупирали Малту. У Египат су се искрцали 1. јула. Већ следећег дана пала је Александрија. Наполеон се Египћанима представљао као ослободилац тиранске владавине Мамелука и обновитељ султанове власти. Међутим, његов рат против Мамелука није наишао на одзив Египћана. Сам султан је приступио Другој коалицији против Француске републике. Наполеон над Мамелуцима односи победу код Хебреиса (17. јула). Након ове, уследила је још већа победа у бици код пирамида. Мамелуци су се показали као неспособни да бране своју државу од европских нападача. Међу самим мамелучким емирима дошло је до сукоба. Наполеон је за то време заузео Каиро. Против француске окупације подигнут је 22. октобра устанак у Каиру који је угушен истог дана. Устанак је показао да се француска војска налази међу непријатељима. Сазнавши да се из Сирије спрема турска војска, Наполеон напушта Египат 7. марта. У Сирији је ратовао до 16. априла. Комбинована турско-британска армија одупрла се француском упаду. Победом код Абукира, француска флота је одсечена од отаџбине. Окружен непријатељима, Наполеон је приморан на повлачење. Августа 1799. године Наполеон тајно напушта Египат остављајући команду Жану Баптисту Клеберу.
Наполеонова експедиција у Египту није била значајна са историјског и политичког становништва будући да у том смислу није оставила посебно наслеђе, али има вредност симбола. Египатски хроничар Ал-Џабарти задивљено описује сусрет са француском техником и уметношћу. По први пут је, после више од 400 година, срце исламских земаља долази у непосредан додир са Европом, доносиоцем модерности, и открива да треба да испуни празнину у односу на напредак који су они остварили.

## Владавина Мухамед Алија
Французи су, заједничком акцијом Велике Британије и Турске, приморани да 1801. године напусте Египат. Неспособност да зауставе Наполеона нанела је Мамелуцима тежак морални ударац. Групације Мамелука бориле су се за власт. Висока порта је покушала да докрајчи моћ Мамелука покољем њихових бегова. У сукобима мамелучких и албанских трупа истакао се Мухамед Али. Порта му је 1805. године доделила титулу намесника Египта. Мухамед Али је, уз помоћ Мамелука, одбио напад Британаца 1807. године. Дана 1. марта 1811. године извршио је покољ над 480 мамелучких бегова чиме је окончана њихова моћ у Египту. На захтев султана, Мухамед Али шаље 1811. године трупе у Саудијску Арабију против Вахабита које обара његов син Ибрахим-паша (1818). Две године касније, Мухамедова војска заузела је Судан до Кардофана, а под Мухамедовом контролом су се нашле луке Савакин и Масава на Црвеном мору. Своје бунтовне албанско-турске трупе заменио је војском сачињеном од египатског сељаштва (фелахе) која је опремљена по западњачком узору. Из француских и италијанских бродоградилишта набављао је ратне бродове довршивши 1829. године формирање египатске флоте. Године 1824, на позив турског султана, послао је 60 ратних бродова под Ибрахим-пашом, као помоћ Османлијама у гушењу Грчког устанка. Султан му је за узврат обећао контролу над Сиријом. Међутим, интервенција великих европских сила довела је до пораза Османског царства и формирања Краљевине Грчке. Одбијање султана Махмуда II да испуни обећање дато Мухамеду довело је 1831. године до избијања првог турско-египатског рата. Ибрахим-паша однео је сјајне победе и био му је отворен пут до самог Цариграда. У таквој ситуацији, Махмуд се обратио за помоћ Руској империји са којом је, након последњег Руско-турског рата, био у пријатељству. Споразумом у Ункјар-Искелесију, Турска је затворила мореузе Босфор и Дарданеле за све стране бродове, сем за руске. За узврат, Руси су интервенисали на страни Турске и 1833. године је са Мухамедом склопљен мир у Китахји. Мухамед Али је доживотно добио Сирију и Адану у Киликији. Махмуд се није могао помирити са таквим исходом, па је 1838. године послао нову војску на Мухамеда. Турска војска разбијена је код Низипа, али су се тада умешале велике силе: Британија, Русија, Пруска и Аустрија. Ниједној од ових држава није одговарало уништење „болесника на Босфору“. Мухамед Али је присиљен да се повуче из Сирије. За то је награђен ферманом од новог турског султана 1841. године којим је Мухамед Алију признато наследно право намесништва у Египту, Судану, Синају и неким деловима Арабије. Мухамед Али је владао до своје смрти 1848. године.

### Реформе Мухамед Алија
Мухамедов план био је једноставан и праволинијски. Пошто је намеравао да Египтом управља као самостални суверен, била му је потребна јака војска. Да би обезбедио јаку војску морао је створити организован бирократски систем који би убирао приходе. Како би приходи били велики, Мухамед је појачао пољопривредну производњу. Побољшао је систем канала и дотока воде у поља, увео производњу памука са дугим влакнима и шећерне репе, а стару класу сеоске властеле заменила је нова, углавном турско-черкеско-албанска класа земљорадника који су представљали елиту окупљену око паше. Порези су били врло високи, а извршени су пописи земљишта како би се наплаћивање пореза могло строго контролисати. Покренуте су машинска и поморска индустрија. Мухамедове реформе су несумњиво довеле до модернизације Египта, али истовремено и до погоршавања положаја сељака. Честе побуне сељаштва сурово су гушене.
| Династија Мухамед Али  |           |                                                    |
| Име краља              | Владавина | Напомена                                           |
| Мухамед Али од Египта  | 1805-1848 | оснивач династије                                  |
| Ибрахим-паша од Египта | 1848      | Мухамедов син                                      |
| Абас I Египатски       | 1848-1854 |                                                    |
| Саид Египатски         | 1854-1863 | започела изградња Суецког канала                   |
| Исмаил-паша            | 1863-1879 | купио титулу кедива                                |
| Теуфик-паша            | 1879-1892 |                                                    |
| Абас II Египатски      | 1892-1914 | владао до Првог светског рата, сменили га Британци |
| Хусеин Камел Египатски | 1914-1917 | султан                                             |
| Фуад I Египатски       | 1917-1936 | Египат постао краљевина                            |
| Фарук I Египатски      | 1936-1952 | свргнут револуцијом из 1952. године                |
| Фуад II Египатски      | 1952-1953 | формално последњи египатски краљ                   |

## Мухамедови наследници
Ибрахим-паша умро је пре оца. Мухамедови наследници, унуци Абас Халими I и Саид били су безначајни владари. Абас (1848—1854) је смањио трошкове земље и настојао да смањи страни утицај. Саид-паша (1854—1863) побољшао је веома тежак положај сељака изазван капиталистичком производњом. Упркос отпору Велике Британије и Турске, Саид је поверио француском инжењеру Лесепсу концесију за пробијање Суецког канала. Иако на почетку незаинтересована и чак непријатељски настројена, Велика Британија се по завршетку ратова заинтересовала за канал који је омогућавао да се, без опловљавања, брзо стигне из Средоземља до Индије, бисера Британског царства. Трошкови изградње Суецког канала падали су на терет египатске државе. Канал је по завршетку радова (1869) контролисала једна англо-француска компанија. Био је то класичан пример економске колонизације.
Године 1863. на египатски престо дошао је Исмаил, Ибрахимов син. Био је велики обожавалац Запада. Жудео је да Египат учини европском, а не афричком земљом. То је довело до више непромишљених и неодмерених трошкова који су, истина, подигли ниво живота и модернизације Египта, али су истовремено довели до његове пропасти. Исмаил је 1867. године од турског султана по високој цени купио титулу кедива (господара). То је, у суштини, значило признавање скоро пуног суверенитета Египта. Међутим, истовремено је значило и удвостручење дажбина. Исмаил је сањао и о повећању царства. Због тога је организова скупе експедиције које су истраживале долину Нила. Од 1872. године је кренуо у освајачке походе ка југу у којима је освојио Судан. Скупи рат са Етиопијом завршен је неуспехом (1875. године). Египат је био на ивици банкрота. Француска и Британија наметнуле су своју финансијску контролу. Исмаил је 1869. године смењен сином Теуфиком.

## Британска окупација
У време Исмаилове владавине, европски чиновници, васпитачи, саветници и војници масовно су пристизали у Египат. Странци су имали повлашћени положај; били су ослобођени од високих пореза, за њих су формирани посебни судови и сл. То је довело до гурања Египћана у страну, а истовремено и до појаве египатског национализма. Резултат је националистички устанак Ураби-паше 1881. године. Француска се повлачи, а Британија је одлучила да војно интервенише. Дана 11. јула 1882. бомбардована је Александрија, а након четири дана град је освојен. Након победа у бици код Тел ел Кабира (Гарнет Вулзли и Ураби-паша) Британија је загосподарила Египтом. Стратешка важност Суецког канала била је превелика да би Британци могли толерисати независност Египта. Влада у Лондону је, након извесних недоумица, одлучила да у Каиру постави генералног конзула. Требало је да он влада Египтом у име Британаца. Египат се сада налазио у парадоксалној ситуацији. Званично је и даље био део Османског царства, али је њиме управљао вицекраљ (кедив) независан од Истанбула који је, заправо, био под политичком и војном контролом Велике Британије.
Генерални конзул Британије до 1907. године био је Евелин Беринг кога је заменио лорд Кромер. Кромера је наследио Елдон Горст (до 1911), а касније лорд Киченер (до избијања Првог светског рата). Ниједна одлука у Египту није се могла донети без уплитања британског конзула. Британци једино нису дирали у верска питања. У периоду од 1898. до 1907. године довршено је изградње Асуанске бране. Лорд Кромер је увео политику потпуног либерализма, укидајући порезе на велику имовину и сваку врсту државног интервенционализма. Пореска контрола била је веома строга. Египат је под британским протекторатом израстао у платежно способну земљу. Представничка скупштина, први пут сазвана још у доба Исмаила као саветодавно тело, није имала никаквог утицаја. Од 1907. године у Египту су формиране прве политичке партије. Прва партија носила је назив „Хизб Ватани“ (Отаџбинска партија). Међутим, смрћу лидера, Мустафе Камила, партија губи свој утицај. Убрзо ничу друге партије, као што је нпр. Хизб ел Ума.
Први светски рат избио је крајем јула 1914. године. Већ 5. августа, египатска влада је објавила документ који је у суштини значио објаву рата Централним силама. Како је Османско царство стало на страну Немачке и Аустроугарске, Британци су и формално прогласили крај турском суверенитету и увели свој протекторат у Египат. Британски кандидат Хусајн Камил заменио је турскофилског кедива Абаса Хилми-пашу на султанском престолу. Проглашен је Египатски султанат који је постао војна база Велике Британије. Незнатан број Египћана учествовао је у ратним операцијама. Знатно већи број служио је у радним и транспортним јединицама под командом британске армије.

## Краљевство Египат
Националистички покрет у Египту је током Првог светског рата мировао очекујући да ће Британија по окончању сукоба признати независност Египта. Националистичка "делегација" Вафд је пре почетка мировних преговора у Паризу вршила притисак на Лондон да призна независност Египта. Британци су на то одговорили хапшењем Саад Заглул-паше, вође покрета. У Египту избија устанак 1919. године. Британцима је било тешко да контролишу устанак оваквих размера који се проширио по свим слојевима египатског друштва. Револуција је угушена у крви. Међутим, немири су настављени. Плашећи се потпуног губитка контроле, Велика Британија је приморана да 28. фебруара 1922. године формално призна Египту независност. Круном се окитио Фуад, последњи потомак Мухамеда Алија. Тиме је Мухамедова династија настављена. За независност Египћани су платили велику цену. Велика Британија је задржала контролу над војском, полицијом и Суецким каналом. Први устав донет је 1923. године и остављао је краљу широка овлашћења као што је нпр. право распуштања Народне скупштине. Краљ се овим правом користио више пута. Током постојања Краљевства, скупштина је распуштана 10 пута. Године 1925. поред британске је формирана и египатска војска која је 1928. године бројала 11.400 људи. Врховни командант био је краљ, али је британски генерал управљао војском као раније сирдар. Заглулова делегација претворила се у праву политичку партију и тиме постала трећи главни актер на сцени британске "либералне" епохе. Период од 1922. до 1952. године представља период тзв. "либералног" Египта.
Године 1928. настаје верска организација "Муслиманска браћа". Основао ју је млади наставник Хасан ел Бана. Порука Муслиманске браће била је једноставна: треба, пре свега, обновити ислам на пољу духовне праксе и начинити од њега аутентично надахнуће живота верника. Духовна и обичајна реформа временом ће довести до темељног преображаја исламског друштва, најпре у Египту, а касније и у целом муслиманском свету. Организација је веома брзо ширила међу народом због тога што су њени чланови помагали болнице, јавне радове, а учествовали су као посебна армија у Другом светском рату.
Под све већим притиском египатског народа за пуном независношћу, 1926. године је са Британијом потписан споразум у Лондону којим је окончана британска војна окупација. Око 10.000 британских војника остало је да чува Суецки канал, британски посед. Британски комесар замењен је амбасадором, а Египат је примљен у Друштво народа (1937).

### Други светски рат
Краљ Фарук, наследник Фуада, настојао је да Египат потпуно осамостали од британског утицаја. Током Другог светског рата испољавао је отворене симпатије према силама Осовине (Италијом и Немачком) како би исказао антибритански став. Британија је на то одговорила нападом тенковима на Египат. Под претњом принудне абдикације, краљ је попустио.
Египат је био стратегијска база од изузетног значаја за Савезнике у Другом светском рату. Омогућавао је постојање савезничких снага на Средоземном мору, а и кидао је италијанске везе са својим колонијама у Африци. Због тога су британске снаге браниле Египат од напада италијанско-немачке војске 1940. и 1942. године. Дипломатски односи између Египта и Совјетског Савеза постављени су 1944. године. У септембру исте године, у Каиру су постављене основе Арапске лиге. Египатска влада објавила је рат Немачкој и Јапану 24. фебруара 1945. године, али египатска војска није учествовала у ратним операцијама.

## Насерова владавина

### Револуција из 1952. године
Након 1945. године Египат запада у тешку економску кризу. Све већи отпор египатског народа приморао је Британце да 1946. године повуче своје трупе из Каира, Александрије и из делте Нила. Израелско-арапски рат избио је 1948. године. Египат је учествовао на страни арапске коалиције против Израела. Египатска војска тучена је због застарелог наоружања и бројчане слабости. Све то је изазивало велико незадовољство код народа. То је довело до стварања револуционарних трупа. Током или ускоро након Другог светског рата, формирано је друштво Слободних официра. Чинили су га најважнији протагонисти будуће историје Египта: Гамал Абдел Насер, Анвар ел Садат, Абдулхаким Амер и други. Друштво Слободних официра је 23. јула 1952. године извршило успешан државни удар. Владар је принуђен на изгнанство иако је република проглашена годину дана касније. За првог председника Републике проглашен је Мухамед Нагиб. Потпомогнути Нагибом, војници преузимају власт. Републикански Египат је постао водећа држава у арапском свету.

### Република Египат (1953—1958)
Суверена власт у Египту након револуције прешла је на Револуционарни савет. Октобра исте године формирана је Национална гарда, добровољна организација египатских патриота. Примала је чланове од 17. до 40. године старости. Њен задатак био је да војно обучи што већи број грађана. Нагим је убрзо почео исказивати незадовољство одлукама Савета. То су настојале искористити партија Вафд и Муслиманска браћа да преузму власт. Марта 1954. године организоване су демонстрације у Каиру са захтевом збацивања Револуционарног савета. Војска и полиција верне Насеру разбиле су демонстрације. Савет је одузео власт Нагибу. Он је остао само симболични шеф државе. Насер је постао председник владе и Револуционарног савета и постао војни гувернер Египта. Године 1954. поништен је уговор са Британцима из 1936. године, а британска војска напушта Египат 1956. године. Потом је Нагиб смењен и заточен. Насер је искористио неуспешан атентат извршен на његовом говору у Каиру. Извршили су га чланови Муслиманске браће, али је Насер оптужио Нагиба за организацију. Организација Муслиманска браћа угашена је. На Бандуншкој конференцији у Индонезији 1955. године, Египат се изјаснио као неутрална страна у Хладном рату.

### Насеризам
План модернизације и индустријализације Египта захтевао је изградњу бране у Асуану која би давала неисцрпне изворе енергије. САД и Британија одбиле су да финансирају пројекат због тога што је Насер одбио да приступи Багдадском пакту и био близак пријатељ са Титом и Нехруом. Совјетски Савез прихватио је да предузме трошкове изградње. Године 1966. брана је коначно пуштена у рад. Асуанска брана је једно од најконтроверзнијих Насерових заоставштина. Заустављена вода потопила је бројне споменике које УНЕСКО није стигао да спасе и негативно је утицала на ток реке Нил. У међувремену је Насеру успело да национализује Суецки канал. Египат је сада потпуно враћен Египћанима. Поражена на политичком плану, Британија ступа у савез са Француском која је била непријатељски настројена према Насеру због његовог пружања помоћи алжирским герилцима у борби за независност. Избила је тзв. Суецка криза. Војска Француске, Британије и Израела напала је Египат који није био у стању да пружи озбиљнији отпор. Пад Насера спречиле су Ајзенхауерове Сједињене Државе и Совјетски Савез које су наложиле Британцима, Французима и Израелцима да сместа напусте Египат. Краткотрајни рат слабљен је у Египту као Насеров успех. Гамал Насер је постао вођа арапског света формирајући нову идеологију: арапски социјализам или насеризам.
Насеризам се одликовао јаком улогом државе, једнопартијским системом и милитаризмом. Предузете су мере у корист жена (добиле су право гласа и учешћа у политици); стимулисана је социјална помоћ и унапређен школски систем. Морални основи насеризма били су исламски. Насеризам је имао највећи утицај на панарапску политику средином 20. века. Арапска Република Јемен формирана је по принципима насеризма, а либијски вођа Моамер Гадафи био је у почетку велики насериста.

### Уједињена Арапска Република
Дана 1. фебруара 1958. године Египат се ујединио са Сиријом у јединствену државу под називом „Уједињена Арапска Република“. Уједињење је потврђено и плебисцитом народа обе земље. Према међусобном споразуму, обе земље имале би јединствени устав, председника републике (Насера), заставу и заједничке оружане снаге. Египат и Сирија постале су административне области нове државе територијално раздвојене Израелом. Нова држава је са Краљевином Јемен потписала споразум о федералном савезу под називом „Уједињене Арапске Државе“. Године 1961, формиран је Покрет несврстаних. Један од оснивача био је Гамал Насер (уз Јосипа Броза Тита и Џавахарлала Нехруа). Крајем септембра 1961. године извршен је државни удар у Сирији, а октобра она иступа из савеза. Египат је једно време (до 1971. године) задржао назив Уједињена Арапска Република и нову заставу. Са Јеменом је раскинут федерални споразум, али је по избијању Јеменске револуције с новом јеменском владом закључен одбрамбени пакт и давање војне помоћи Јемену.
За превласт у арапском свету, Насер се борио са саудијским краљем. У Јеменској револуцији (1962—1970), саудијски и египатски владар стајали су на супротним странама. Порази Египта у Шестодневном рату резултирали су повлачењем трупа из Јемена. Ипак, јеменска република развила се по узору на египатски модел, а председник Ибрахим ел Хамди отворено је признавао да Јемен своје постојање дугује Египту.

### Шестодневни рат и Насерова смрт
Шестодневни рат представља велики пораз арапског света у борби против Израела. Између 1965. и 1967. године односи између Сирије и Израела (под Моше Дајаном) доведени су до усијања јер је Сирија подржавала терористичке нападе палестинског Фатаха. Почетком године избијају оружани сукоби. Насер се осећао одговорним за арапски свет, те је желео да искаже антиционистичко расположење. Египат почиње да концентрише своје снаге на Синајском полуострву. Шестодневни рат започет је 5. јуна 1967. године превентивним нападом Израела на најјачу арапску авијацију, египатску. Напад је завршен потпуним уништењем египатске авијације. Уследили су разорни копнени напади на Сирију, Египат и Јордан. Насер је затражио интервенцију ОУН-а. За неколико дана, израелска војска стигла је до Суецког канала освајајући Цисјорданију са Јерусалимом. Сједињене Америчке државе у потпуности су подржавале Израел како би учврстили свој положај на Средњем истоку. Арапи би преко пораза од Израела схватили да једино САД имају моћ да преустроје регион. Са друге стране, помоћ Совјетског Савеза је изостала. Совјетски Савез није учинио баш ништа у вези са тим. Разлог је било избегавање изазивања нуклеарног рата. Арапске државе нису биле комунистичке те Совјети нису имали довољно разлога за војну интервенцију. Интервенција Совјетског Савеза ограничила се само на слање протеста. Шестодневни рат је завршен потпуним поразом арапског света 10. јуна 1967. године. Израел је заузео појас Газе, Западну обалу, Синајско полуострво и Голанску висораван. Одлуком Уједињених нација (Резолуција 242) Израелу је наложено да се повуче са већине освојених територија. Ожиљци Шестодневног рата и даље су видљиви у Синајској пустињи. Предео нарушавају спаљени египатски тенкови.
Шестодневни рат означио је крај египатске превласти у арапском свету. Појављују се нови претенденти за ту улогу: Саудијска Арабија под Фајсалом и Ирак под Садамом Хусеином. Египат је наставио са Израелом Рат исцрпљивања до 1970. године. Исте године Гамал Насер умире од срчаног удара.

## Египат под Садатом
Насера је наследио Анвар ел Садат. Садат се још од почетка налазио у покрету Слободних официра те се могло очекивати да ће наставити Насерову политику. Међутим, већ у мају 1971. године, Садат је похапсио најистакнутије представнике Насерове политике. Септембра исте године донео је "трајни устав" којим је заувек избрисана фикција Уједињене Арапске Државе. Држава је сада носила назив "Арапска Република Египат". За наредне године Садатове владавине карактеристичан је инфитах тј. економско и политичко "отварање". Садат је подстицао инострано и домаће улагање, стимулисао проток новца и либерализацију трговинске трансакције. Међутим, реформе су текле веома споро. Приватизација државних предузећа кочена је корупцијом и јазом између богатих и сиромашних који је био све већи. Држава је све више зависила од Међународног монетарног фонда. Јануара 1977. избија силовити народни устанак који је умирен војном интервенцијом.
Инфитах је подразумевао и напуштање једнопартијског система и увођење "трибина" центра, левице и деснице. Оне ће касније прерасти у праве политичке партије. Трибина центра постала је Национална демократска партија, еманација самог председника. На првим слободним изборима, Национална демократска партија односи огромну већину гласова. Тако ће се наставити током читавог периода владавине Садата и његовог наследника Мубарака. Партија је држала 90% гласова и посланичких места у скупштини.
Садат је преокренуо спољну политику Египта напустивши савез са Совјетима. Од самог почетка свог мандата, Садат је ступао у контакте са америчком администрацијом. Вашингтон се убрзо уверио да у Египту има верног савезника. Садат није одбацивао рат са Израелом. Нови, Четврти израелско-арапски рат, избио је на дан празника Кипура те је добио назив "Јом кипурски рат". Садат је муњевитом акцијом пробио израелску одбрану на Синају. Убрзо је склопљено примирје. Учешће Сирије у рату било је практично без последица. Садат је потом ступио у контакте са Израелом показујући Америци да он представља центар стабилности у региону. Чувена је његова посета Јерусалиму 1977. године. Мировни преговори достигли су врхунац 1977. године склапањем споразума у Кемп Дејвиду уз благослов америчког председника Џимија Картера. Тиме је окончан вишедеценијски сукоб Египта и Израела. Најрадикалније земље (Сирија, Либија и Алжир) основале су "Фронт одлучности" како би изоловале и казниле Египат који је избачен из Арапске лиге. Поново је примљен тек осамдесетих година. Садат је следеће, 1978. године, добио Нобелову награду за мир.
Последњих година Садатове владавине Египат су потресали верски немири услед све веће активности Копта и појаве исламских терористичких организација. За разлику од Муслиманске браће, исламски терористи заговарали су прави џихад (свети рат) против Садата и осталих "неверника". Садат 1981. године предузима оштре мере против фундаменталиста. Талас хапшења погодио је Египат. Одговор екстремиста уследио је исте године. Дана 6. октобра 1981. године Садат је убијен на прослави поводом обележавања Кипурског рата. Убио га је припадник Ал Џихада.

## Владавина Хоснија Мубарака
Садата је наследио потпредседник Хосни Мубарак. Мубарак је наставио са реформама земље отворивши пут капиталистичкој трансформацији египатске привреде. Дошло је до велике либерализације у погледу сукобљавања мишљења и слободе штампе. Промене на институционалном плану биле су мање значајне. Број партија је до 2005. године нарастао на 17, али је Национална демократска партија и даље држала огромну већину у скупштини. Уосталом, од 1981. године није укинуто ванредно стање тако да је полиција контролисала и становништво и опозицију. Долази до опасне ескалације исламског тероризма, нарочито деведесетих година. Терористима мете нису више биле само државне институције већ и египатски народ, али и странци. Године 1997. у Луксору је страдало шездесетак туриста. Атентат динамитом покушан је и на Мубарака, а 1995. године у Етиопији био је мета атентатора са калашњиковом. Процењује се да је током своје владавине Мубарак избегао барем шест атентата. Године 1991. Египат је учествовао у Заливском рату као део антиирачке коалиције. Губитак везе између исламских терориста и муслимана у народу доводи временом до пораза домаћег тероризма. Шефови милитантних исламиста признали су 2000. године у затвору узалудност пружања отпора и позвали своје припаднике на одлагање оружја. Држава је под Мубараком изашла ојачана из борбе против тероризма, али је остао велики број слабости: тешка економска криза, јаз између богатих и сиромашних, незадовољство народа жељног веће демократизације, слабљење значаја Египта на међународном плану и др.

## Египатска криза
Почетком 2011. године у Египту избијају протести који су део ширег покрета, познатог под називом „Арапско пролеће“. Разлози за протесте јесу бруталност полиције, корупција, висок проценат незапослености, изборне преваре, пораст цена, политичка цензура и др. Главни захтев демонстраната била је оставка председника Хоснија Мубарака. У Суецу, Каиру и Александрији дошло је до оружаних сукоба демонстраната и полицајаца у коме је страдало више стотина људи. Након осамнаест дана протеста, Мубарак је поднео оставку 11. фебруара 2011. године и напустио Каиро. На изборима који су одржани јуна исте године, за новог председника изабран је Мухамед Мурси. Стање у држави није се значајније променило те су протести настављени. Чланови Египатског покрета за промене основали су покрет Тамарод који је захтевао Мурсијеву оставку. Масовни протести отпочели су 28. јуна 2013. Из Каира се убрзо шире по читавом Египту. Демонстранти су Мурсију поставили ултиматум да до 3. јула напусти земљу. Дана 3. јула, генерал Абдел Фатах ел Сиси објавио је на јавној телевизији да је уклонио Мурсија с власти, суспендовао устав и планира да ускоро сазове нове изборе. Адли Мансур, бивши председник Врховног уставног суда, именован је за вршиоца дужности председника. Мурси је стављен у кућни притвор и забрањено му је напуштање земље. Бивши председник је Сисијев акт окарактерисао као чисти државни удар. Промурсијевски демонстранти су одбили да признају његово уклањање. Муслиманско братство изјавило је да наставља борбу против уклањања Мурсија.